# ラッシャーみよし
ラッシャー みよし（Rusher Miyoshi, 1956年2月1日 - ）は、日本の作家、AV監督、実業家。アダルトビデオメーカー「RASH」主宰。
フェチやマニア系と呼ばれるアングラな性ジャンルを文章や監督作品を通してメディアの表舞台に紹介した人物。ザーメン物、脚フェチ物の創始者。

## 経歴
京都府長岡京市出身。
1977年、京都産業大学外国語学部言語学科を卒業後、早稲田大学大学院文学研究科ロシア文学専攻修士課程に進学。在学中よりセルフ出版（現在の白夜書房）に出入りし、1983年、同社発行の風俗雑誌『元気マガジン』にてライター・デビュー。同誌編集長よりラッシャーみよしのペンネームを与えられ、風俗ライターとして活動を始める。
1989年にAV監督として『ダイナマイト・スペルマ』（シークレット）を発表。かつてなかった顔射をテーマにした作風がマニアの間で注目され、以来、ザーメン物の第一人者として、90年代を代表するAV監督の一人に。
また、インディーズ・シーンに決定的な影響を与えたことでも知られ、ごっくん、ネバスペというジャンルを作り、後に、これはセル作品の大きな人気ジャンルとなる。
また、90年代は雑誌編集者としても活躍が目立ち、顔射・ゴックンの専門誌『ギャルズシャワー』（大洋書房）編集長と同時に、脚だけの写真集『フェティシズム叢書』シリーズ（心交社）の制作者としても知られ、アダルト誌、AVの一つの流れを作った人物といえる。
この時期、テレビ地上波にも進出。TBS『スーパーワイド』にて「ラッシャーみよしのホオホオ見聞録」というコーナーを持つが、これは不成功だったようで、1クールで終了している。
2009年より主宰メーカーRASHより特徴ある３つのレーベルを立ち上げ、「こだわりのフェティッシュメーカー」と銘打ち、作品を発表している。得意のザーメン物を昇華させた作品に加え、女王様シリーズ、“ゲロスカ”シリーズが多くの支持者を集めている。

## 人物
- 父親、兄が学者という家庭に育ち、本人も20代中頃まで学者を目指していたが、指導教員の死去にともない断念。
- 風俗ライターになってからはピンサロにのめりみ込み、フェラチオされた女性の数は「2000人ではすまない」とインタビューなどで答えている。
- 80年代のB級ミニスカ・アイドルの評論家としても知られ、『プレイガール』など70年代のお色気アクションドラマについても詳しい。
- 趣味はダンス。
- 特技はロシア語とフランス語。

## 仕事
AV監督としては、初期には『ダイナマイト・スペルマ』『大飲液』『ザーメン花吹雪』（以上シークレット）、『これがPinサロしゃぶしゃぶ娘』（V&Rプランニング）、『黒く塗れ』（KUKI）。中期には『脚フェチ500万』、『超高級美脚倶楽部』（以上ソフトオンデマンド）などの作品がある。現在は、アウダースの雌女シリーズ、熟雌女シリーズを担当。

さらに自身が率いるメーカー「RASH」にて多くの作品を担当。

### V&R作品
- 『仮想風俗体験　これがPinサロぱっくり娘』（1993-12-13）
- 『仮想風俗体験　これがイメクラ！コスプレ娘』（1994-02-25）
- 『仮想風俗体験　これがPinサロしゃぶしゃぶ娘』（1994-04-14）
- 『仮想風俗体験　これがPinサロ花ビラ娘』（1994-08-09）
- 『仮想風俗体験　これが性感！指責め娘』（1994-12-16）
- 『こだわりのシリーズ　口の中で出してイッて！』（1995-01-26）
- 『仮想風俗体験　これがPinサロ　なめなめ娘』（1995-04-21）
- 『こだわりのシリーズ　もっと奥で出してイッて！』（1995-08-18）
- 『こだわりのシリーズ　もっと奥まで　～そのままで・・・』（1995-12-12）
- 『仮想風俗体験　これがPinサロ早出し娘』（1996-01-21）
- 『こだわりのシリーズ　もっと奥が～ぎぼじい～ぃ！』（1996-03-16）
- 『素人密着ナマ撮り　うわさのキャンパスギャル』（1996-10-16）
- 『仮想風俗体験　これがPinサロ　ぢゅるぢゅる娘』（1997-02-24）
- 『悩ましのミニスカGAL'S』（1997-09-21）
- 『悩ましのミニスカGAL'S　2』（1998-01-16）
- 『仮想風俗体験　これがノーパンしゃぶしゃぶ娘』（1998-03-24）
- 『悩ましのミニスカGAL'S　3』（1998-11-24）
- 『悩ましのミニスカGAL'S　4』（1998-11-24）
- 『おしゃぶり天国7人娘』（2000-01-24）
- 『おしりのワイドショー』（2000-02-15）

### RASH作品

#### ビザールハウス
- 『人間崩壊シリーズ01　ゲロスカ痴女 真鍋アズサ』（2009-07-17）
- 『人間崩壊シリーズ02　ゲロスカ痴女 松下ゆうか』（2009-08-28）
- 『人間崩壊シリーズ03　ゲロスカ痴女 ミムラ佳奈』（2009-09-18）
- 『人間崩壊シリーズ04　ゲロスカ痴女 若林美保』（2009-10-02）
- 『人間崩壊シリーズ05　ゲロスカ痴女 真咲南朋』（2009-11-20）
- 『人間崩壊シリーズ06　ゲロスカ痴女 上原優』（2009-12-18）
- 『人間崩壊シリーズ07　極！ゲロスカ少女 ミムラ佳奈ラスト！』（2010-01-22）
- 『人間崩壊シリーズ08　スカトロ女王様の極悪粘着遊び 北浦みづほ』（2010-02-19）
- 『人間崩壊シリーズ09　ゲロスカへの遥かなる道 新垣さくら』（2010-03-19）
- 『人間崩壊シリーズ10　ゲロスカ痴女 糞尿三姉妹 ～生田沙織、白井仁美、金井彩子～』（2010-09-17）
- 『人間崩壊シリーズ11　鬼畜ゲロスカ痴女 麻比呂』（2010-11-19）
- 『人間崩壊シリーズ12　糞尿ゲロ女王様の祭典』（2010-12-17）
- 『人間崩壊シリーズ13　ゲロスカ痴女 糞尿館の掟　加賀谷せな、生田沙織』（2011-01-21）
- 『人間崩壊シリーズ14　ゲロスカ痴女 糞便嘔吐魔　白井絢香』（2011-03-18）
- 『ゲロス【嘔吐錯乱】　元木ひなよ』（2011-04-15）
- 『人間崩壊シリーズ15　ゲロスカ女王様　強制汚掃除　真波ゆき』（2011-05-13）
- 『ゲバラ　黒沢ルナ』（2011-06-17）
- 『ゲロス2 [食糞ゴミ溜め編]  芦屋美帆子』（2011-07-01）
- 『人間崩壊シリーズ16　ゲロスカ痴女 トイレの女神様 若林美保』（2011-09-16）
- 『人間崩壊シリーズ17　ゲロスカ痴女 M男強制食糞の宴』（2011-10-07）
- 『ゲロス3 聖分泌物と排泄物の祭典 高沢沙耶』（2011-10-21）
- 『ゲロス4 汚物少女排泄絵図 草刈もも』（2012-01-21）
- 『ゲロ顔パノラマ大図鑑 嘔吐400発！』（2012-02-18）
- 『人間崩壊シリーズ18　ゲロスカ痴女 糞尿館の掟[2]　加賀谷せな、紫月いろは』（2012-03-17）
- 『人間崩壊シリーズ19　ゲロスカ痴女 汚物の女王　杉山えりな』（2012-04-21）
- 『人間崩壊シリーズ20 ゲロスカ痴女 食糞の掟 高沢沙耶、北谷静香』(2012年08月18日)
- 『人間崩壊シリーズ26 ゲロスカ痴女 滝川玲美』(2013年07月27日)
- 『人間崩壊シリーズ27 ゲロスカ痴女 吉村杏菜』(2013年09月28日)
- 『人間崩壊シリーズ28 ゲロスカ痴女 黒田麻世』(2013年12月21日)
- 『人間崩壊シリーズ31 便器を飼う家族』(2015年08月22日) - 出演:竹下なな、高沢沙耶、檸檬。
- 『人間崩壊シリーズ33ゲロスカ痴女 鮎原いつき』(2016年11月26日)

#### ジャンクショップ
- 『★即尺ゴックン！！誰のザーメンでも飲むピンサロ嬢 村上涼子』（2010-01-22）
- 『ゴックンという職業！！無差別級精飲ピンサロ嬢 沙希(小野寺沙希)』（2010-02-19）
- 『極限のゴックン！！ 100％精液ピンサロ嬢 桐原あずさ』（2010-03-19）
- 『汁ぶくれ！ 一般人真咲南朋が精液バカ飲み！』（2010-04-16）
- 『精子を飲むお嬢さん 愛音まひろ』（2010-05-14）
- 『おしゃぶり漬け！ 鈴木ミント』（2010-06-18）
- 『ザーメン飲みたい！ 鈴香音色』（2010-07-16）
- 『豪汁ゴキュリズム！ 花純』（2010-08-13）
- 『ザーメン女優 私たちが飲みます』（2010-09-10）
- 『榊なちのゴックン・トランス』（2010-10-01）
- 『進藤みくのゴックン変態汁』（2010-11-05）
- 『ザーメン指名No.1 精液くさいピンサロ嬢 堀口奈津美』（2010-12-03）
- 『伝説のゴックン！なんでもできるピンサロ嬢 松下ゆうか』（2011-01-21）
- 『特殊風俗の精飲嬢 妃乃ひかり』（2011-02-04）
- 『開口ゴックンするM女 元木ひなよ』（2011-03-04）
- 『ザーメン痴女 水沢真樹』（2011-04-01）
- 『スペルマニズム 管野しずか』（2011-04-29）
- 『女の子の精飲記念日 ごっくん 早乙女ルイ』（2011-06-03）
- 『120発！ごっくん RASHザーメン・シーン総集編』（2011-07-01）
- 『精液ピンサロ嬢の祭典』（2011-07-15）
- 『女の子の精飲記念日 ごっくん Vol.2 星崎アンリ』（2011-08-05）
- 『精液ピンサロ嬢  瀬奈ジュン』（2011-09-02）
- 『女の子の精飲記念日 ごっくん Vol.3 七咲楓花』（2011-10-07）
- 『女の子の精飲記念日スペシャル ごっくん Vol.4 羽月希』（2011-11-04）
- 『精液便女 Vol.1  管野しずか』（2011-12-02）
- 『女の子の精飲記念日スペシャル ごっくん Vol.5 まりか』（2011-12-06）
- 『精液便女 Vol.2  深田梨菜』（2011-01-07）
- 『精液便女 Vol.3  琥珀うた』（2011-02-04）
- 『女の子の精飲記念日 ごっくん Vol.6 瀬名あゆむ』（2011-03-03）
- 『精液便女 Vol.4 美熟女ザーメン  星野瞳』（2011-04-07）
- 『精液便女 Vol.15 高嶋美鈴』(2013年05月25日)
- 『精液便女 Vol.16 三浦まい』(2013年06月22日)
- 『極 精液便女 黒木いくみ』(2017/03/25)
- 『極 精液便女III 新村あかり』(2017/07/22)
- 『極 精液便女IV 月野ゆりあ』(2017/09/23)

#### ビザールスタイル
- 『脚線美という暴力 竹下なな』（2010-04-23）
- 『激烈な寸止め！ 総合シゴキ121分 寸止め85回 号泣120デシベル』（2010-10-01）
- 『淫語革命 村上里沙』（2010-07-23）
- 『チン棒号泣！激烈寸止め映像集』（2011-02-18）
- 『のどちんこ責め』（2011-06-17）
- 『淫語革命 村上里沙』（2010-07-23）
- 『M男ドキュメント極限の絶望01 24時間寸止め地獄 細川まり』（2010-08-19）
- 『M男ドキュメント極限の絶望02 顔面騎乗に死す 中森玲子』（2010-11-04）
- 『M男ドキュメント 極限の絶望 09 24時間寸止め地獄VI 咲羽優衣香』(2017/08/26)
- 『日本限界風俗ドキュメント Vol.1 M性感究極の快楽責め「凌辱」』(2018/06/23)
- 『地獄手コキ 2時間で6回射精させられるM男』(2018/08/25)
- 『乳首ペット訓練所 悠月アイシャ 乳首責めと手コキで脳が狂うM男ドキュメント』(2019/06/22)

### 煩悩組/妄想族
- 出張チン舐め主婦 希咲あや(2015/06/25)
- ムチムチ人妻デリ嬢とのすごいフェラとパイズリと顔騎の 1 日 西村ニーナ(2024/08/17)
- ごっくん淫語 耳元で聞く、ネバスペと喉越しごっくんのエロい音　乙アリス(2024/10/22)

### その他
単行本
- 『ムチムチの研究　ミニスカートの本』（心交社）
- 『ビザールビデオの研究』（イーストプレス）
- 『日本列島風俗最前線90の裏情報』（二見書房）
- 『AV監督ヒヤヒヤ日記』(ワック、2023年2月)

雑誌
- 『DVD女王様バイブル』（三和出版）- 現編集長。
- 『JUNK SHOP (ジャンクショップ)』